# المدسم (الضالع)
المدسم هي إحدى قرى الجمهورية اليمنية. وتتبع إدارياً محافظة الضالع مديرية الحصين. يبلغ تعداد سكانها 1731 نسمة حسب الإحصاء الذي أجري عام 2004.